# Palluau
Palluau és un municipi francès situat al departament de Vendée i a la regió de País del Loira. L'any 2007 tenia 868 habitants.

## Demografia

### Població
El 2007 la població de fet de Palluau era de 868 persones. Hi havia 357 famílies de les quals 88 eren unipersonals (42 homes vivint sols i 46 dones vivint soles), 105 parelles sense fills, 139 parelles amb fills i 25 famílies monoparentals amb fills.
La població ha evolucionat segons el següent gràfic:
Habitants censats

### Habitatges
El 2007 hi havia 406 habitatges, 355 eren l'habitatge principal de la família, 25 eren segones residències i 25 estaven desocupats. 378 eren cases i 22 eren apartaments. Dels 355 habitatges principals, 253 estaven ocupats pels seus propietaris, 94 estaven llogats i ocupats pels llogaters i 8 estaven cedits a títol gratuït; 2 tenien una cambra, 16 en tenien dues, 56 en tenien tres, 105 en tenien quatre i 176 en tenien cinc o més. 283 habitatges disposaven pel capbaix d'una plaça de pàrquing. A 140 habitatges hi havia un automòbil i a 179 n'hi havia dos o més.

### Piràmide de població
La piràmide de població per edats i sexe el 2009 era:
| Homes | Edats   | Dones |
| ----- | ------- | ----- |
| 0     | 95 o +  | 0     |
| 0     | 90 a 94 | 4     |
| 0     | 85 a 89 | 4     |
| 8     | 80 a 84 | 4     |
| 4     | 75 a 79 | 28    |
| 4     | 70 a 74 | 28    |
| 20    | 65 a 69 | 8     |
| 16    | 60 a 64 | 16    |
| 20    | 55 a 59 | 8     |
| 20    | 50 a 54 | 36    |
| 16    | 45 a 49 | 24    |
| 20    | 40 a 44 | 20    |
| 20    | 35 a 39 | 24    |
| 28    | 30 a 34 | 28    |
| 20    | 25 a 29 | 28    |
| 20    | 20 a 24 | 12    |
| 16    | 15 a 19 | 16    |
| 28    | 10 a 14 | 20    |
| 32    | 5 a 9   | 36    |
| 8     | 0 a 4   | 16    |

## Economia
El 2007 la població en edat de treballar era de 564 persones, 445 eren actives i 119 eren inactives. De les 445 persones actives 392 estaven ocupades (214 homes i 178 dones) i 53 estaven aturades (21 homes i 32 dones). De les 119 persones inactives 43 estaven jubilades, 34 estaven estudiant i 42 estaven classificades com a «altres inactius».

### Ingressos
El 2009 a Palluau hi havia 395 unitats fiscals que integraven 983 persones, la mediana anual d'ingressos fiscals per persona era de 16.314 €.

### Activitats econòmiques
Dels 36 establiments que hi havia el 2007, 1 era d'una empresa extractiva, 1 d'una empresa alimentària, 9 d'empreses de construcció, 6 d'empreses de comerç i reparació d'automòbils, 3 d'empreses de transport, 1 d'una empresa d'hostatgeria i restauració, 5 d'empreses financeres, 1 d'una empresa immobiliària, 3 d'empreses de serveis, 5 d'entitats de l'administració pública i 1 d'una empresa classificada com a «altres activitats de serveis».
Dels 16 establiments de servei als particulars que hi havia el 2009, 1 era una gendarmeria, 1 oficina de correu, 3 oficines bancàries, 1 taller de reparació d'automòbils i de material agrícola, 1 autoescola, 1 paleta, 1 guixaire pintor, 1 fusteria, 3 lampisteries, 1 perruqueria, 1 veterinari i 1 restaurant.
Dels 4 establiments comercials que hi havia el 2009, 1 era una botiga de menys de 120 m², 1 una fleca, 1 una llibreria i 1 una floristeria.
L'any 2000 a Palluau hi havia 7 explotacions agrícoles.

## Equipaments sanitaris i escolars
El 2009 hi havia 1 centre de salut, 1 farmàcia i 1 ambulància.
El 2009 hi havia 2 escoles elementals. Palluau disposava d'un col·legi d'educació secundària amb 222 alumnes.

## Poblacions més properes
El següent diagrama mostra les poblacions més properes.